# Ragnar Nyström
 (mai 2019).
Si vous disposez d'ouvrages ou d'articles de référence ou si vous connaissez des sites web de qualité traitant du thème abordé ici, merci de compléter l'article en donnant les références utiles à sa vérifiabilité et en les liant à la section « Notes et références ».
Ragnar Nyström (né le 7 septembre 1898, à Helsinki — 1939 à Tchita), connu sous le pseudonyme Ragnar Rusko, est un poète et dramaturge finlandais puis soviétique.

## Biographie
Lors de la guerre civile finlandaise, Nyström faisait partie des Rouges et, après la guerre, il est placé dans le camp de détention de Tammisaari. En 1921, Nyström s'enfuit en Russie où il a d'abord été correcteur d'épreuves dans le magazine Vapaus, publié à Léningrad, alors qu'il étudiait à la technique pédagogique. Nyström a été enseignant et monteur en Russie et, depuis 1928, metteur en scène et acteur à Petrozavodsk. Il a également écrit plusieurs œuvres sous le nom de Ragnar Rusko.